# Farlowella amazonum
Farlowella amazonum är en fiskart som först beskrevs av Günther, 1864.  Farlowella amazonum ingår i släktet Farlowella och familjen Loricariidae. Inga underarter finns listade i Catalogue of Life.